# Friedrich Clemens Gerke

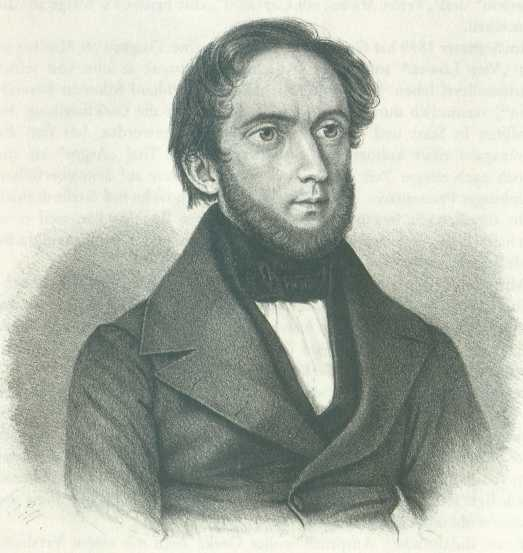
Friedrich Clemens Gerke, 1840

Friedrich Clemens Gerke, född 1801, död 1888, reviderade det amerikanska morsealfabetet och anpassade det till europeiska förhållanden. Den största förändringen var att Gerke eliminerade de pauser som i den dåtida amerikanska versionen fanns inuti enskilda tecken.